# Теорема Стоуна про представлення булевих алгебр
Теорема Стоуна про представлення булевих алгебр — теорема американського математика Маршала Стоуна від 1936 року, стверджує, що довільна булева алгебра є ізоморфною полю множин. Теорема є фундаментальною для розуміння булевих алгебр. Стоун сформулював її вивчаючи спектральну теорію операторів в Гільбертовому просторі.

## Простори Стоуна
Довільна булева алгебра B має асоційований топологічний простір, позначається S(B), називається простором Стоуна. Точки S(B) є ультрафільтрами в B, тобто, гомоморфізмами з B в 2-елементну булеву алгебру. Топологія на S(B) генерується базисом топології
{\displaystyle \{x\in S(B)\mid b\in x\},}
де b є елементом B.
Для довільної булевої алгебри B, S(B) є компактним повністю незв'язним Гаусдорфовим простором; такі простори називаються просторами Стоуна. І навпаки, для топологічного простору X, набір підмножин X що є одночасно відкритими і закритими утворюю булеву алгебру.

## Теорема представлення
Довільна булева алгебра B ізоморфна алгебрі підмножин простору Стоуна S(B), які є одночасно відкритими та закритими.
Доведення потребує використання аксіоми вибору.